# Henry de Ségogne
Henry de Ségogne (né le 30 avril 1901 à Paris et mort dans la même ville le 7 décembre 1979) est un alpiniste (notamment chef de la première expédition française en Himalaya en 1936), haut fonctionnaire (conseil d’État, commissaire général au tourisme) et pionnier de la protection du paysage et du patrimoine culturel en France.

## Famille
Il est le fils de Georges de Ségogne, avocat au Conseil d'État et à la Cour de cassation, chevalier de l'ordre de la Légion d’honneur en 1921 et de Valentine Hersant, infirmière major pendant la guerre et Croix de guerre 14-18. Son ancêtre Jacques Bonaventure Ségogne, écuyer, seigneur de La Mancellière, était conseiller secrétaire du Roy, maison et couronne de France, vota avec la noblesse à l'assemblée du bailliage de Châteauneuf en Thimerais le 13 février 1789, et sera élu à l'unanimité 7e commissaire de la noblesse par ses pairs.
Il est le frère de Roger Henri de Ségogne, avocat au Conseil d’État, président de l’ordre des avocats au Conseil d’État et à la Cour de cassation, chevalier de la Légion d'honneur.

## Jeunesse
Henry de Ségogne devient ami d’Antoine de Saint-Exupéry, en toute vraisemblance au lycée Saint-Louis en 1918. En 1920, avec son ami Henry de Ségogne, Saint-Exupéry sera notamment figurant durant plusieurs semaines dans Quo Vadis, un opéra de Jean Nouguès,. Ils resteront liés.
Henry de Ségogne étudia le droit et sera reçu licencié.

## L’alpiniste
À partir de 1919, il découvre la montagne et le massif du Mont-Blanc en famille, réalisant quelques ascensions avec guide dont l'arête du Moine à l'aiguille Verte. En 1922, il fait son service militaire au 159e bataillon de chasseurs alpins et y rencontre Armand Charlet, futur guide réputé de la Compagnie des guides de Chamonix.
En 1923, il fait la rencontre de Jacques Lagarde à une collective du Groupe de haute montagne (GHM). Ensemble, ils optent pour l'alpinisme sans guide, se fiant à leurs propres capacités alpines. De Ségogne et Lagarde, spécialiste de la glace, forment ainsi une des plus audacieuses cordées de l'alpinisme français. Dans un premier temps, ils se contentent de se mesurer à quelques grandes ascensions classiques de leur époque et particulièrement aux courses de glace. Ils passent ensuite aux premières ascensions. En 1926, Leur première du couloir Lagarde - Ségogne dans la face nord de l'aiguille du Plan (massif du Mont-Blanc) est considérée comme un des plus grands exploits de l'entre-deux-guerres : voie glaciaire la plus raide remontée avant la technique moderne de l'ancrage (ils utilisent des crampons dix pointes et le piolet pour tailler des marches). Elle n'est répétée que fin décembre 1971 par les guides Walter Cecchinel et Claude Jager, mais avec des techniques modernes de l'escalade glaciaire : crampons à pointes avant et surtout le piolet-traction pouvant servir pour l'ancrage.
Henry de Ségogne préside en 1930-1937 le très élitiste Groupe de haute montagne. Il est nommé chef de la première expédition française en Himalaya en 1936 au Karakoram pour gravir le Gasherbrum I (8 068 m), aux côtés notamment de Pierre Allain (meilleur grimpeur de sa génération), Marcel Ichac (fondateur du cinéma de montagne moderne), Jean Leininger, Jean Carle, Louis Neltner, Jean Deudon, Jean Charignon, Jean Arlaud et Jacques Azémar. C'est un échec à cause d'une mousson précoce. L'expédition fait l'objet d'un film documentaire : Karakoram sorti en 1937 et réédité en 1986.
Henry de Ségogne devient ensuite naturellement membre du Comité de l’Himalaya de la Fédération française de la montagne, qui lance la célèbre expédition victorieuse de l’Annapurna en 1950.

## Tourisme et protection du patrimoine
- Haut fonctionnaire, Henry de Ségogne va se consacrer à la protection du patrimoine et du paysage français. Il est commissaire général au tourisme entre 1942 et 1946. Il fait réaliser en 1945-1946 une étude sur les « villes d’art en ensembles architecturaux à sauvegarder », premier pas vers les futurs secteurs sauvegardés.
- En 1946-1949, il s’occupe de la réforme des architectes des Bâtiments de France et des conservateurs régionaux.
- Il devient à Sarlat-la-Canéda, en Dordogne, président de la Société auxiliaire de restauration du patrimoine monumental d'intérêt national. Il donna un principe aux travaux de restauration du secteur sauvegardé de Sarlat-la-Canéda. Il est à l'origine, avec Max Sarradet, du premier projet d'aménagement du centre en 1959. Proche collaborateur du ministre de la Culture, il est le rédacteur de la loi du 4 août 1962, dite loi Malraux, sur les secteurs sauvegardés. Cela explique que Sarlat-la-Canéda fut le premier îlot opérationnel afin de servir de « laboratoire » pour les autres secteurs sauvegardés.
- En avril 1961, Henry de Ségogne remet au Premier ministre Michel Debré un rapport sur la « sauvegarde du patrimoine esthétique et culturel » qui mènera, cette fois directement à la création des secteurs sauvegardés[12].
- Pour le Ve Plan (années 1960), il s’occupe notamment des questions du budget du patrimoine[13],[14].
- De 1963 à 1976, Henry de Ségogne préside la Commission d’études scientifiques pour la sauvegarde de la grotte préhistorique de Lascaux[15].
- En 1967, Henry de Ségogne fonde la Fédération nationale des associations de sauvegarde des sites et ensembles monumentaux (FNASSEM) afin de sensibiliser l'opinion publique à la nécessité de protéger le patrimoine français[16].
- De 1964 à 1978, Henry de Ségogne préside l’Union nationale des associations de tourisme (Unat).

## Autres responsabilités
- Henry de Ségogne préside la Commission de contrôle des films entre 1961 et 1970.
- Henry de Ségogne dirige la collection "Trésors touristiques de la France", chez l’éditeur Pierre Fanlac (Périgueux) (ceci en 1972 notamment).

## Fonctions
- Attaché auxiliaire au secrétariat de la Première Présidence le 11 mai 1923. Attaché titulaire le 28 décembre 1926, sous-chef du secrétariat le 16 février 1927, chef adjoint le 27 mars 1928, chef du secrétariat le 8 février 1929. Conseiller référendaire de 2e classe le 14 novembre 1935, chargé de mission au cabinet du ministre du Travail André Février le 11 août 1937. Plusieurs fois désigné comme surarbitre dans des conflits sociaux en 1937, membre du comité chargé de la préparation et du contrôle du Radio-Journal de France le 1er juillet 1938. Honoraire le 25 novembre 1938, à la suite de sa nomination de maître des requêtes au Conseil d’État le 12 novembre 1938[2].
- Directeur du cabinet du délégué général à l’équipement national François Lehideux en 1941[2].
- Commissaire général au Tourisme de 1942 à 1946, conseiller d’État en service ordinaire, affecté à la section de l’Intérieur, le 22 février 1950[2].
- Conseiller d’État honoraire le 25 novembre 1957[2].
- Président du Conseil d’Architecture et d’Urbanisme en 1961, à l’origine de la procédure des secteurs sauvegardés, directeur de la Société auxiliaire de restauration du patrimoine immobilier (SARPI) en 1961, président de la commission de la sauvegarde du patrimoine touristique du Conseil supérieur du tourisme en 1964, de l’Union nationale des associations de tourisme en 1964, de la Fédération nationale de sauvegarde des sites et ensembles monumentaux en 1967, du Conseil supérieur des monuments historiques, de la Commission de contrôle des films de 1961 à 1970 et de la Société des autoroutes Rhône-Alpes de 1971 à 1974[2].

## Écrits d’Henry de Ségogne

### Livres
- Henry Bregeault, Eduard de Gigord, Jacques et Tom de Lépiney, Dr André Migot, René Richard, Henry de Ségogne, La Catena del Monte Bianco, Ed. Istituto geografico De Agostini, Novara, 1929.
- Jean Escarra, Henry de Ségogne, Louis Neltner et Jean Charignon, Karakoram, Expédition française à l'Himalaya en 1936, Paris, Flammarion, 1938.
- Abbayes cisterciennes, textes de la marquise de Maille, photographies d’Henry de Ségogne, 1943.
- Le massif du Mont-Blanc - Vallées et sommets, photographies de Henri Laugnalet, éditions Henri Laugnalet, Marseille, 1947.
- Sous la direction de Henry de Ségogne, Les Curiosités touristiques de la France : Seine-et-Marne, Paris, Recherches et créations publicitaires, vers 1950.
- Sous la direction de Henry de Ségogne et Jean Couzy, Les alpinistes célèbres, Mazenod, janvier 1956. Près de cinquante ans plus tard, il compte encore parmi les ouvrages référents (Revue Vertical n° 21, mars 2002)[17].
- Henry de Ségogne a rédigé les préfaces de nombreux ouvrages.

### Articles
- Revue Icare no 69, Saint-Exupéry : Première époque 1900-1930, Tome 1, été-automne 1974, article d’Henry de Ségogne « Les Jeunes années » et Tome 5, « Ce dément d’Hitler ».

## Distinctions
- Commandeur de la Légion d'honneur
- Croix de guerre 1939–1945
- Commandeur de l'ordre des Arts et des Lettres
- Officier du Victorian Order
- Chevalier de l'ordre du Mérite agricole le 17 août 1931
- Médaille d’or de l’Éducation physique